# Saint-Vivien-de-Blaye
Saint-Vivien-de-Blaye is een gemeente in het Franse departement Gironde (regio Nouvelle-Aquitaine) en telt 321 inwoners (1999). De plaats maakt deel uit van het arrondissement Blaye.

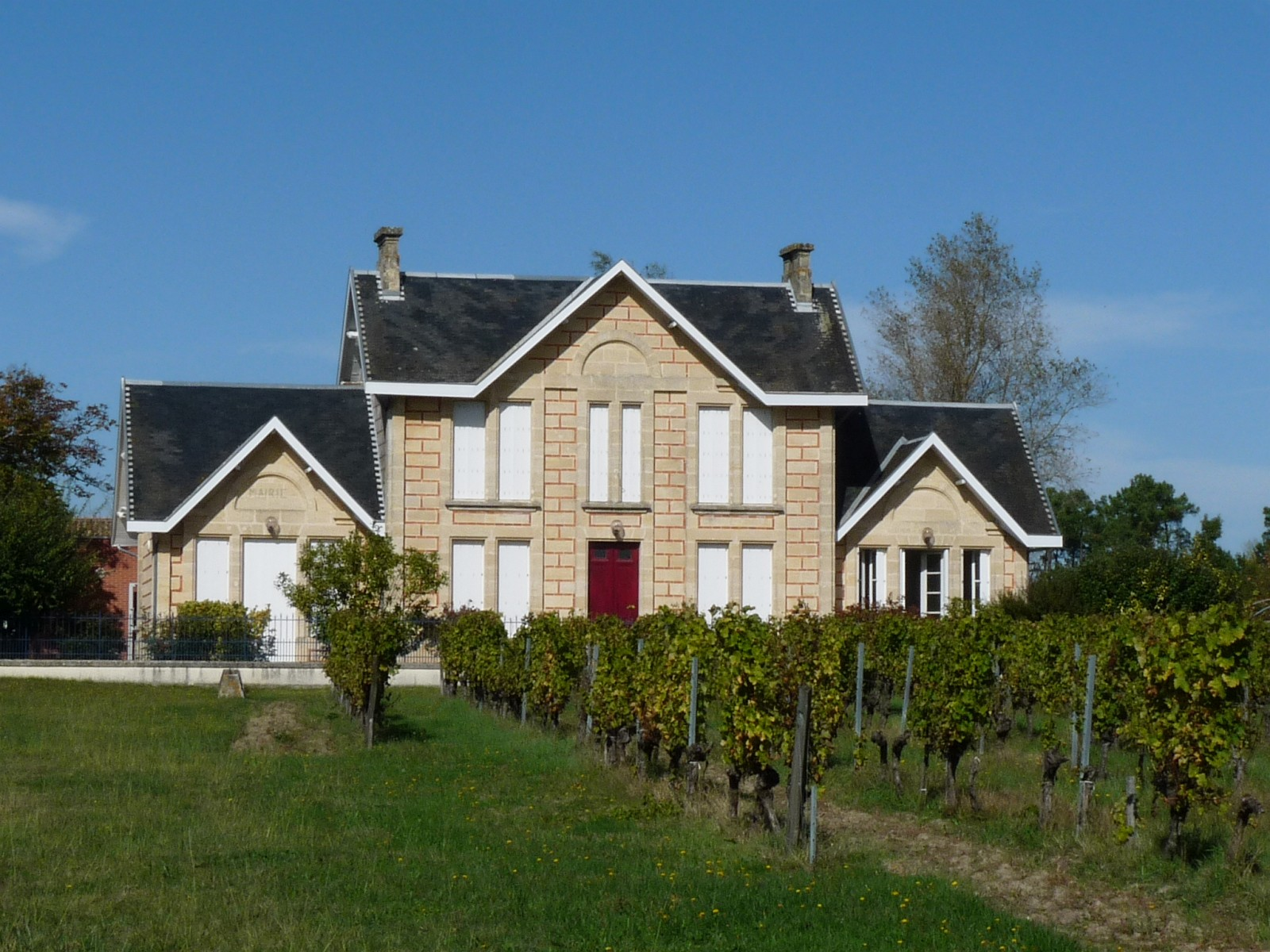
Gemeentehuis
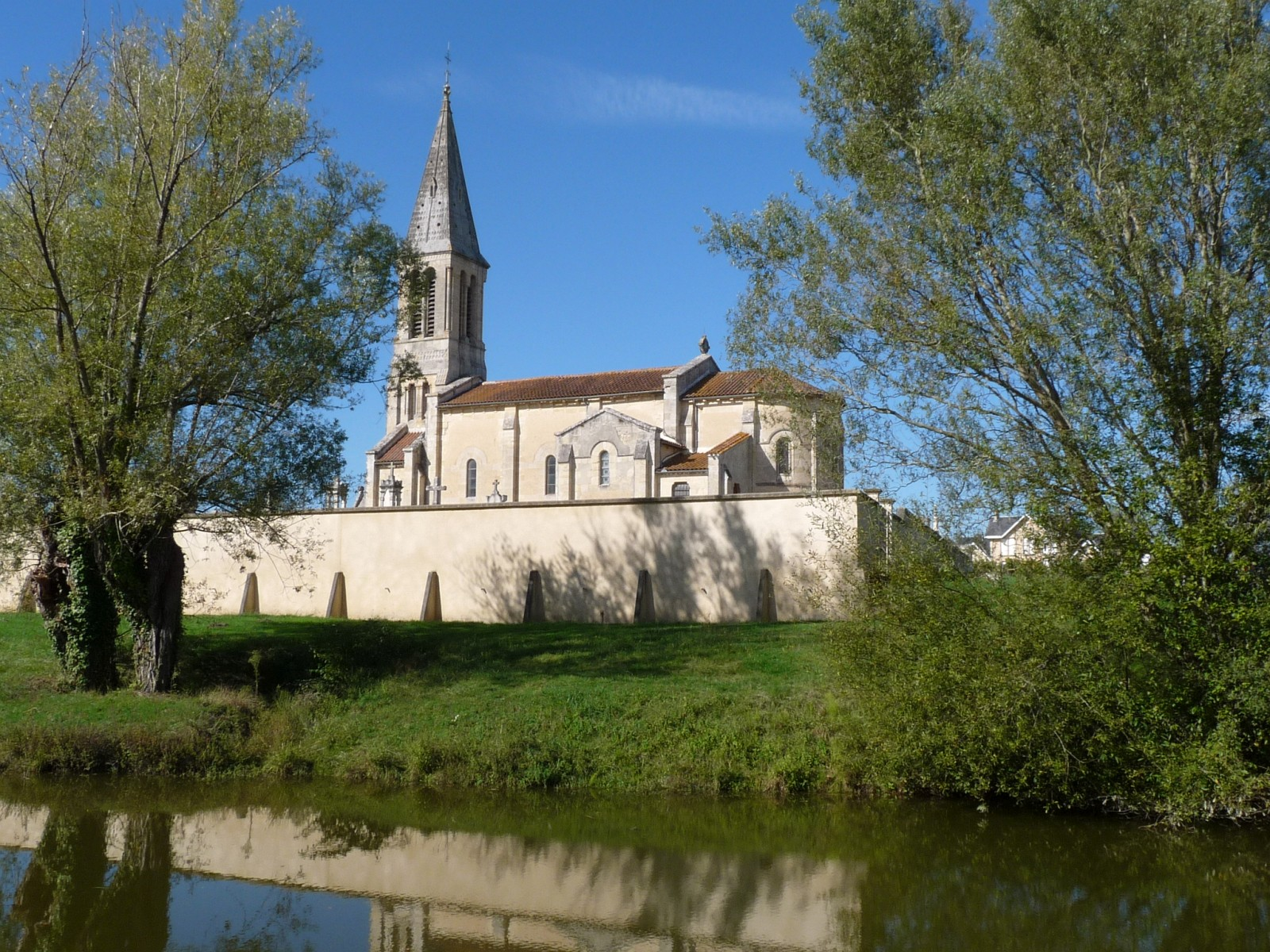
Kerk van Saint-Vivien-de-Blaye

## Geografie
De oppervlakte van Saint-Vivien-de-Blaye bedraagt 5,7 km², de bevolkingsdichtheid is 56,3 inwoners per km².
De onderstaande kaart toont de ligging van Saint-Vivien-de-Blaye met de belangrijkste infrastructuur en aangrenzende gemeenten.

## Demografie
Onderstaande figuur toont het verloop van het inwonertal (bron: INSEE-tellingen).